# Киба Григорій Костянтинович
Ки́ба Григо́рій Костянти́нович (нар. 5 вересня 1923 — 13 вересня 1973) — радянський військовик, учасник Другої світової війни, Герой Радянського Союзу (1945).

## Біографія
Народився 5 вересня 1923 року в селі Піски, нині Новоодеський район Миколаївської області в селянській родині. Українець. Після закінчення 7 класів працював у місцевому колгоспі.
Призваний до лав РСЧА Ленінським РВК міста Свердловська (нині Єкатеринбург) у січні 1942 року. Учасник німецько-радянської війни з лютого 1942 року. Воював на Західному та 1-у Білоруському фронтах. У березні 1943 року був поранений біля станції Кузенкі на Смоленщині. Член ВКП(б) з 1944 року.
Командир відділення автоматників 1-ї стрілецької роти 222-го стрілецького полку 49-ї стрілецької дивізії старший сержант Г. К. Киба особливо відзначився під час боїв на території Білорусі. 16 травня 1944 року поблизу села Чауси Могильовської області станковий кулемет з ворожого ДЗОТу не давав просуватись вперед радянським військам. Старший сержант Г. К. Киба підповз до ДЗОТа й закидав його гранатами. Потів обійшов з тилу й вогнем з автомата знищив обслугу іншої вогневої точки ворога.
14 січня 1945 року перед наступом радянських військ з плацдарму на лівому березі Вісли, старший сержант Г. К. Киба самотужки розвідав і помітив 4 проходи у мінних полях супротивника. Під час наступу на чолі групи бійців зав'язав бій з ворогом на фланзі батальйону, чим відволікав увагу ворога, що дало змогу батальйону виконати поставлену бойову задачу. Йдучи в дозорі попереду основних сил батальйону, виявив групу супротивника у кількості 30 осіб, 27 з яких були ним знищені.
18 січня 1945 року в одиночку вступив у бій з 12 гітлерівцями, з яких 8 знищив і 4 полонив.
Після демобілізації повернувся у рідне село, працював у колгоспі. Помер 13 вересня 1973 року.

## Нагороди
Указом Президії Верховної Ради СРСР від 24 березня 1945 року за особисту мужність, відвагу і героїзм, виявленні на фронті боротьби з німецько-фашистськими загарбниками, старший сержант Киба Григорій Костянтинович удостоєний звання Героя Радянського Союзу з врученням ордена Леніна і медалі «Золота Зірка».
Також нагороджений кількома медалями, в тому числі медаллю «За відвагу» (29.07.1943).